# Parchevich Ridge
Parchevich Ridge (englisch; bulgarisch Парчевич рид Partschewitsch rid) ist ein teilweise unvereister und bis zu 370 m hoher Gebirgskamm auf Greenwich Island im Archipel der Südlichen Shetlandinseln. In den Breznik Heights liegt der nördlich der Hardy Cove, 0,6 km südlich des Benkowski-Nunataks und 1,7 km südwestlich des Santa Cruz Point.
Bulgarische Wissenschaftler kartierten ihn im Zuge der Vermessung der Tangra Mountains auf der benachbarten Livingston-Insel zwischen 2004 und 2005. Die bulgarische Kommission für Antarktische Geographische Namen benannte ihn 2006 nach dem katholischen bulgarischen Bischof Petar Partschewitsch (1612–1674), einem Vorreiter der bulgarischen Unabhängigkeitsbewegung.